# Ankylopteryx (Ankylopteryx) laticosta
Ankylopteryx (Ankylopteryx) laticosta is een insect uit de familie gaasvliegen (Chrysopidae), die tot de orde netvleugeligen (Neuroptera) behoort. De soort komt voor in China.